# Homohadena rustica
Homohadena rustica är en fjärilsart som beskrevs av Barnes och Mcdunnough 1911. Homohadena rustica ingår i släktet Homohadena och familjen nattflyn. Inga underarter finns listade i Catalogue of Life.